# Fred R. Harris
Fred Roy Harris (Walters, 1930. november 13. – Albuquerque, 2024. november 23.) amerikai politikus, az Amerikai Egyesült Államok szenátora (Oklahoma, 1964–1973).

## Élete
A Demokrata Párt színeiben 1957 és 1964 között Oklahoma állam szenátusának a tagja volt. 1964. november 4. és 1973. január 3. között az Egyesült Államok Szenátusának a tagja volt Oklahoma állam képviseletében. 1969–70-ben a Demokrata Nemzeti Bizottság elnöke volt.